# Jazz Nouvelle-Orléans
Pour les articles homonymes, voir Jazz de La Nouvelle-Orléans.
Le jazz Nouvelle-Orléans (anglais : New Orleans Jazz) est un genre de jazz ayant émergé dans les années 1910 à La Nouvelle-Orléans, aux États-Unis, — avant d'émigrer vers Chicago — avant de s'éclipser face au middle jazz vers la fin des années 1920. 
Un mouvement de revival (résurrection) de ce style, initié entre autres par Louis Armstrong et Kid Ory apparaît dans les années 1940 en réaction au bebop naissant. Il est proche d'un autre courant de jazz du début du siècle, le dixieland.

## Histoire

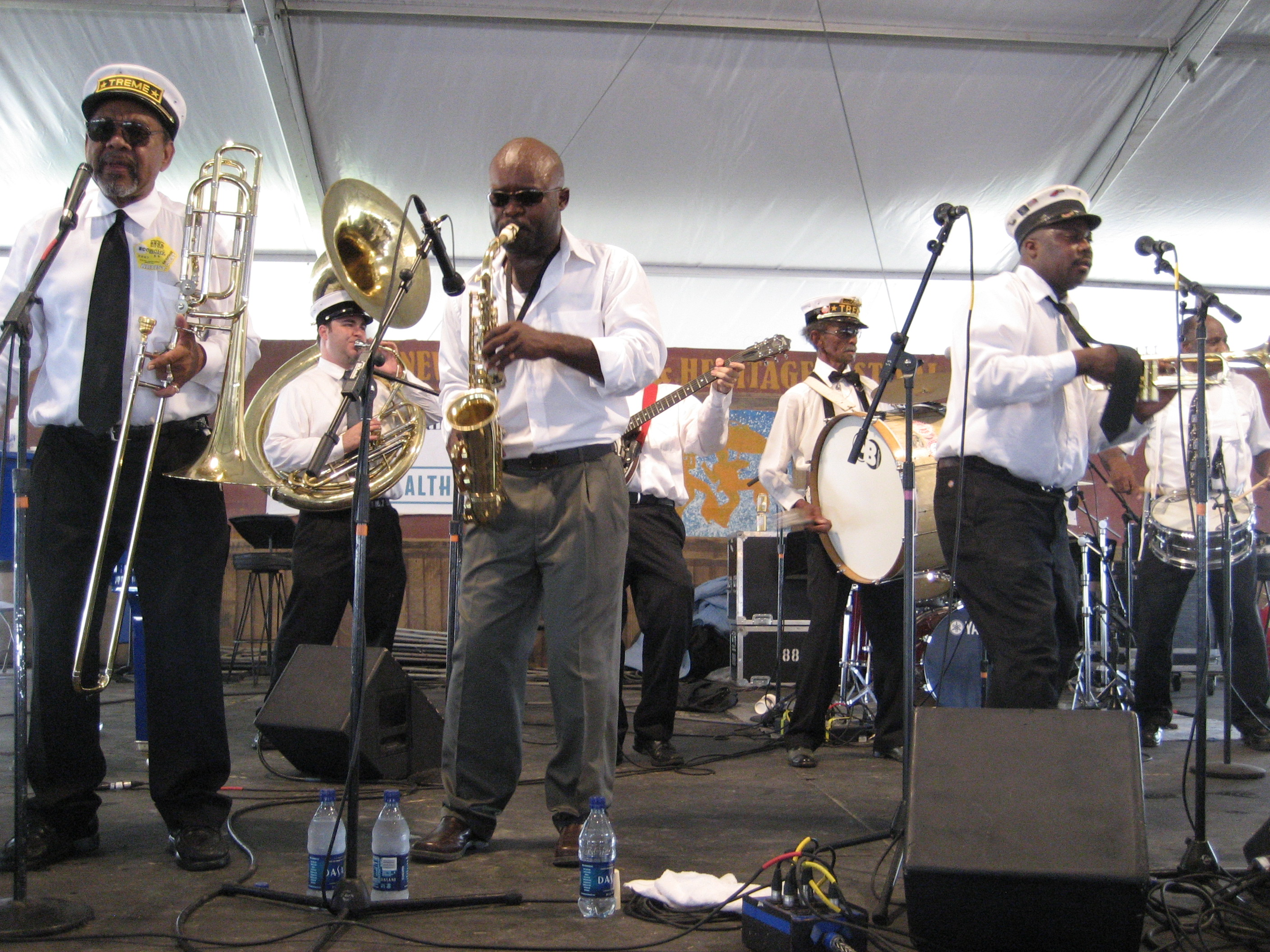
New-Orleans Jazz and Heritage Festival.

### Origines
Le genre musical est issu principalement du blues et du ragtime,,,,. Le Nouvelle-Orléans (New Orleans), est à la base une musique qui se joue dans la rue. On retrouve comme instruments classiquement la trompette, trombone, clarinette, tuba (ou basse), washboard ou percussions, (parfois très prononcées comme dans les Brass Bands) et pour finir parfois un banjo ou une guitare. Les cuivres sont très présents dans ce type de formation. Le saxophone commence à se développer dans ces groupes. Ainsi le saxophone va étendre son auditoire (Il est peu présent dans les orchestres symphoniques car son invention date de 1846 seulement). Quand le jazz Nouvelle-Orléans va rentrer dans les cabarets, les instruments vont se sédentariser : ajout du piano et notamment de la batterie, inventée par le jazz.
L'une des caractéristiques de ce courant est le style « tailgate », consistant pour le trombone à accompagner le jeu de la trompette par un contrepoint rythmique, ponctué d'effets de « glissandi ». Le nom « tailgate » vient du fait que les orchestres défilaient sur un chariot traîné par des chevaux. Pour laisser assez d'espace à son encombrante coulisse, le tromboniste ouvrait le hayon (tailgate en anglais) et s'asseyait à l'arrière les pieds dans le vide. Le jeu du plus grand tromboniste de l'époque, Kid Ory, est typique de ce style. L'improvisation est aussi très importante dans ce courant du jazz.

### Résurrection
Depuis une dizaine d'années[Quand ?], nous retrouvons[style à revoir] de plus en plus de groupes de musique de Nouvelle-Orléans en partie dû à la renaissance également des danses swing telles que le lindy hop, balboa, etc. et cela est un peu partout à travers le monde et bien évidemment en Europe (France, Royaume-Uni et Espagne principalement)

## Représentants notables

### Chefs d’orchestre
- Louis Armstrong
- Jelly Roll Morton
- Bill Johnson
- King Oliver
- Kid Ory
- Buddy Bolden
- Clarence Williams
- Luis Russell
- Fats Waller
- Cab Calloway
- Sidney Bechet
- Paul Whiteman
- Armand J. Piron
- Lawrence Duhé
- Peter Bocage

### Musiciens
- Lil Armstrong (pianiste)
- Louis Armstrong (trompettiste)
- Buster Bailey (clarinettiste)
- Sidney Bechet (saxophoniste soprano, clarinette)
- Mezz Mezzrow (clarinettiste)
- Sweet Emma Barrett (pianiste)
- Bix Beiderbecke (cornettiste)
- Mutt Carey (trompettiste)
- Eddy Davis (banjo)
- Johnny Dodds (clarinettiste)
- Albert Nicholas (clarinettiste)
- Jelly Roll Morton (pianiste)
- James Booker (pianiste)
- Professor Longhair (pianiste)
- Eddie Bo (pianiste)
- Jimmie Noone (clarinettiste)
- King Oliver (cornettiste)
- Kid Ory (tromboniste)
- Kid Thomas Valentine (trompettiste)
- Jack Teagarden (tromboniste)
- Tommy Ladnier (trompettiste)
- Johnny Saint-Cyr (banjoïste)
- Bud Scott (banjoïste)
- Art Tatum (pianiste)
- Baby Dodds (batteur)
- Paul Barbarin (batteur)
- Honoré Dutrey (tromboniste)
- Barney Bigard (clarinettiste)
- Peter Bocage (trompettiste, violoniste)
- Armand J. Piron (violoniste)
- Lawrence Duhé (clarinettiste)
- Allen Toussaint (pianiste)

### Formations et musiciens actuels
- Preservation Hall Jazz Band
- Woody Allen and his New Orleans Jazz Band
- Dr. Michael White (clarinettiste)
- Bob French (batteur)
- Trombone Shorty (tromboniste)
- Dr John (pianiste, guitariste)